# Wyoming (Pennsylvanie)
Pour les articles homonymes, voir Wyoming.
Wyoming est un borough situé au nord-est de la partie centrale du comté de Luzerne, en Pennsylvanie, aux États-Unis,. En 2010, il comptait une population de 3 073 habitants, estimée au 1er juillet 2020 à 3 161 habitants. Le borough est incorporé en juin 1885.

## Démographie
Lors du recensement de 2010, le borough comptait une population de 3 073 habitants. Elle est estimée, en 2020, à 3 161 habitants.

### Source de la traduction
- (en) Cet article est partiellement ou en totalité issu de l’article de Wikipédia en anglais intitulé « Wyoming, Pennsylvania » (voir la liste des auteurs).